# آرتو آلکسانیان
آرتو بوگدانی (آساطوری) آلکسانیان (ارمنی: Արտո Բոգդանի (Ասատուրի) Ալեքսանյան؛  زادهٔ ۱۰ سپتامبر ۱۸۹۲ - درگذشته ۵ ژانویهٔ ۱۹۷۱) یک پزشک بیماری عفونی اهل ارمنستان بود.

## زندگی‌نامه
در ۱۰ سپتامبر ۱۸۹۲ در تفلیس به دنیا آمد و از دانشگاه ملی پزشکی اودسا (۱۹۱۶) فارغ‌التحصیل شد. واروارا آلکسانیان دختر وی بود. وی در انستیتو همه‌گیرشناسی، ویروس‌شناسی و انگل‌شناسی پزشکی و دانشگاه پزشکی دولتی ایروان فعالیت می‌کرد. وی عضو فرهنگستان علوم پزشکی اتحاد شوروی (۱۹۶۰) بود. وی همچنین برنده دانشمند شایسته ارمنستان شوروی (۱۹۵۵)، نشان پرچم سرخ، نشان ستاره سرخ و نشان برجسته افتخار شده است. وی در ۵ ژانویهٔ ۱۹۷۱ در سن ۷۸ سالگی در ایروان درگذشت و در آرامستان مرکزی ایروان (توخماخ) به خاک سپرده شد.

## یادداشت
1. ↑  բժշկական գիտությունների դոկտոր
2. ↑  ԽՍՀՄ Բժշկական գիտությունների ակադեմիա